# 世忠寺山墓前石刻
世忠寺山墓前石刻位于中国浙江省宁波市鄞州区东吴镇南村世忠寺山西北侧，为古墓葬，由神道、墓前石刻、牌坊、祭台及墓穴等构成，墓穴主体坐西朝东，神道由东向西拾级而上，石阶已毁，墓前平台南北两侧为文臣、武将石像生，石像后为牌坊，现剩二柱，两侧另设享亭，墓穴位于牌坊后，坐西朝东，南北两侧及墓葬后部设有挡土墙，挡土墙外侧各设享亭共两座，现已毁，2007年9月公布为鄞州区文物保护单位:427。